# Anolis matudai
Anolis matudai (аноліс Мацуди) — вид ігуаноподібних ящірок родини анолісових (Dactyloidae). Мешкає в Мексиці і Гватемалі. Вид названий на честь мексиканського ботаніка Ейдзі Мацуди.

## Поширення і екологія
Аноліси Мацуди мешкають на тихоокеанських схилах гір Сьєрра-Мадре-де-Чіапас в мексиканському штаті Чіапас і в сусіжніх районах Гватемали. Вони живуть у вологих гірських тропічних лісах та в сосново-дубових лісах, трапляються на кавових плантаціях. Зустрічаються на висоті від 200 до 1500 м над рівнем моря.